# Museum of Flight (Seattle)

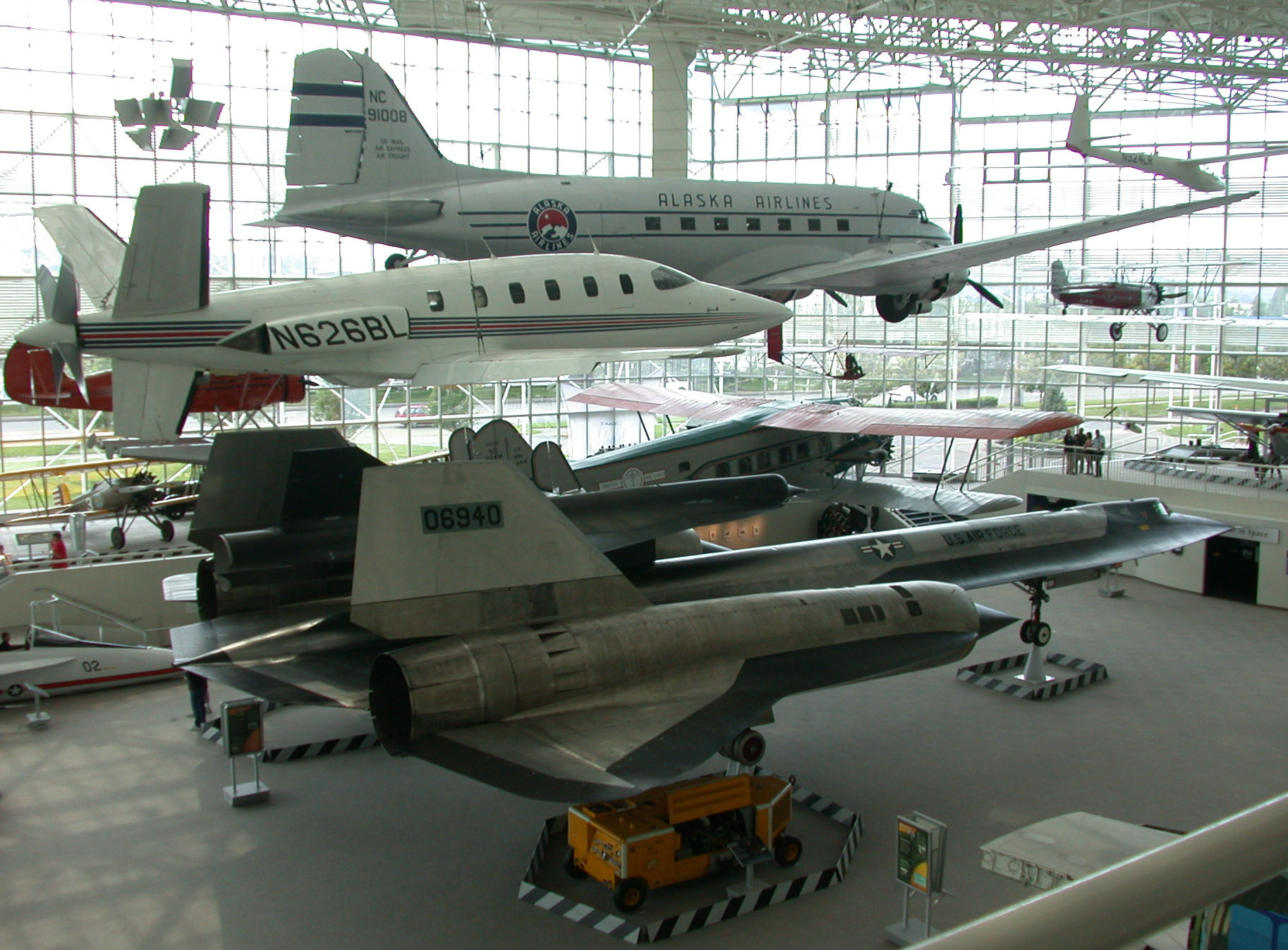
Blick in die Ausstellungshalle

Das Museum of Flight ist ein Museum am Boeing Field in Seattle im Nordwesten der USA. Träger ist die Stiftung The Museum of Flight Foundation Board of Trustees.

## Geschichte
Die Geschichte des Museums geht auf die 1964 gegründete Pacific Northwest Aviation Historical Foundation zurück, die 1965 auf dem Gelände der Weltausstellung von 1962 im Seattle Center die erste Ausstellung eröffnete. Im Jahr 1983 zog die Ausstellung in den Red Barn an den heutigen Standort am Boeing Field um. 1987 wurde die große Galerie fertiggestellt, 2002 kamen neue Archivgebäude hinzu. 2004 wurde der J. Elroy McCaw Personal Courage Wing and Airpark fertiggestellt. Das Museum wurde mehrmals erweitert und ehemalige Außenbereiche wurden zum Schutz der Flugzeuge vor Witterung überdacht. Die Kosten für die 2016 begonnene Überdachung des Aviation Pavilion betrugen 31 Millionen US-Dollar.

## Museum

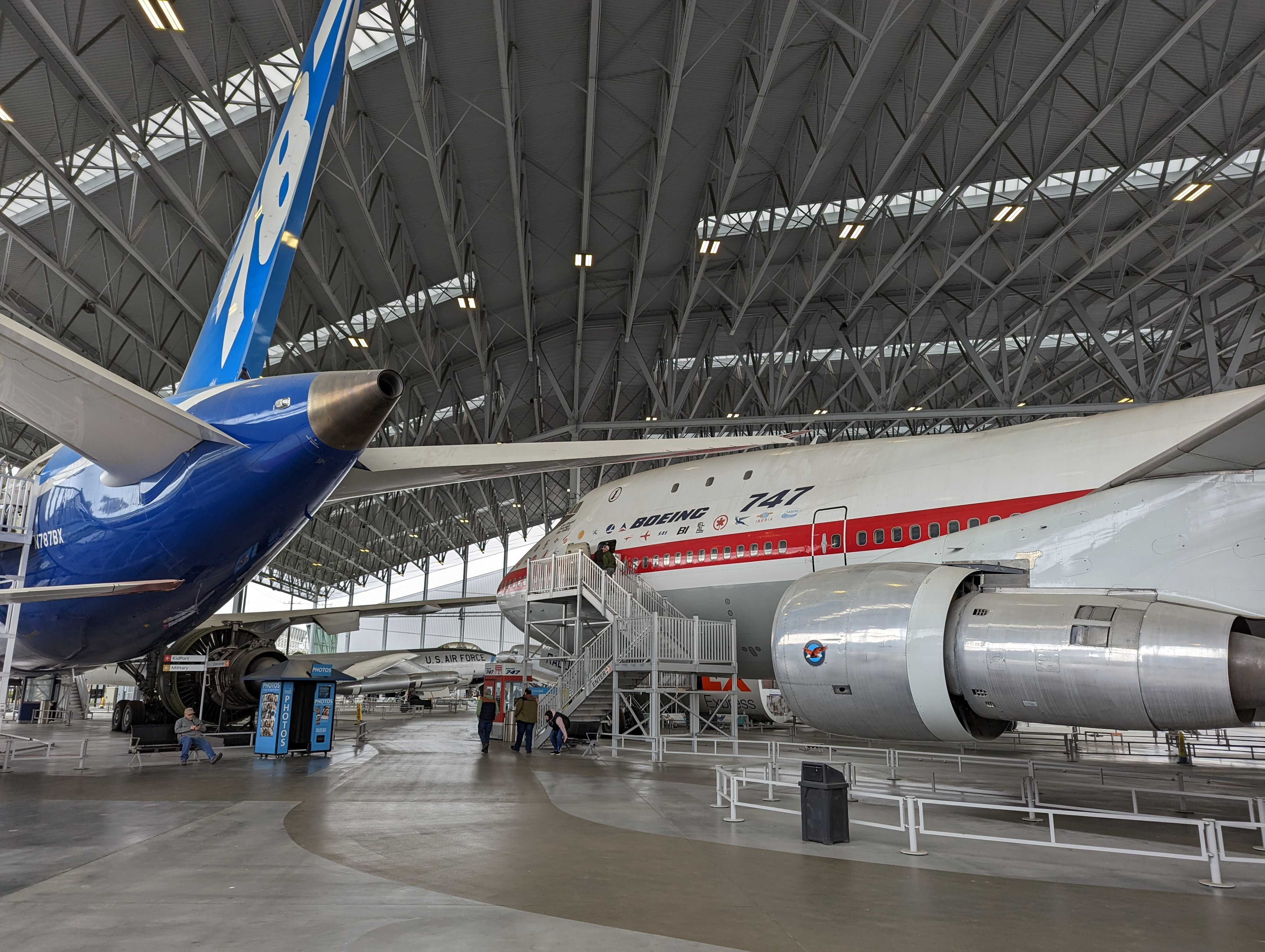
Aviation Pavilion

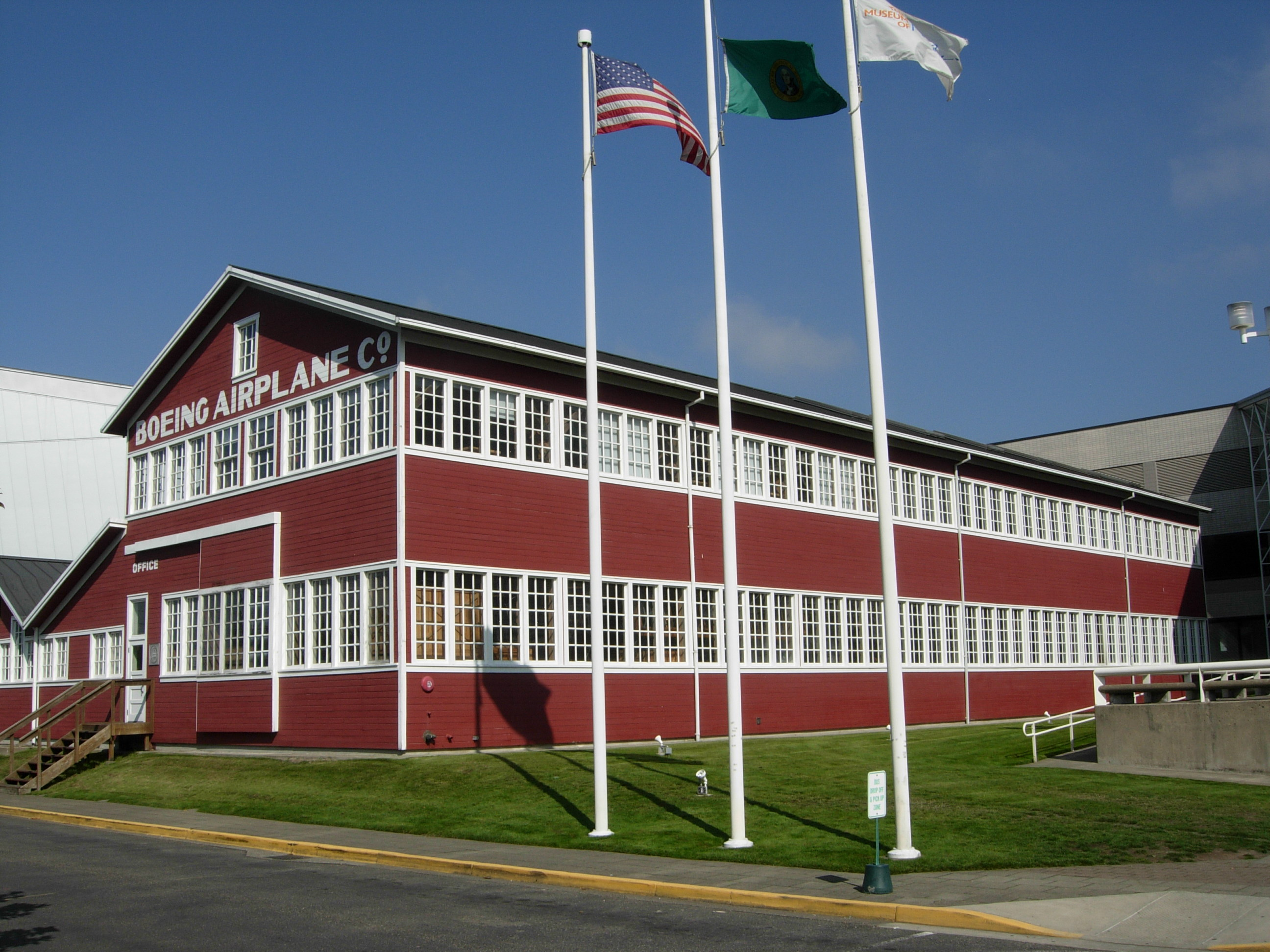
Red Barn, Boeings älteste Fabrikationshalle

Der Campus des Museum of Flight besteht aus mehreren Gebäuden und umfasst mehr als 60.000 m², auf denen über 175 Luft- und Raumfahrzeuge ausgestellt sind. Im Aviation Pavilion sind vor allem große Flugzeuge untergebracht, z. B. die Concorde, die Boeing VC-137B „Air Force One“, ein Boeing 747 Prototyp und eine Boeing 787. Nebenan befindet sich die Charles Simonyi Space Gallery, welche einen Spaceshuttle-Trainingsmodell in Originalgröße und ein Soyuz TMA-14 Descent Module enthält. Auf der gegenüberliegenden Straßenseite, die über eine Brücke verbunden ist, befindet sich der J. Elroy McCaw Personal Courage Wing. Hier sind im Untergeschoss eine Ausstellung über den Zweiten Weltkrieg und im Obergeschoss eine Ausstellung zum Ersten Weltkrieg untergebracht. In der T.A. Wilson Great Gallery nebenan ist eine Vielzahl von Luft- und Raumfahrzeugen zu sehen. Es gibt Cockpits, in die Museumsbesucher sich hineinsetzten können. Weitere Exponate befinden sich auf den Außenflächen um die Museumshallen herum.

## Exponate

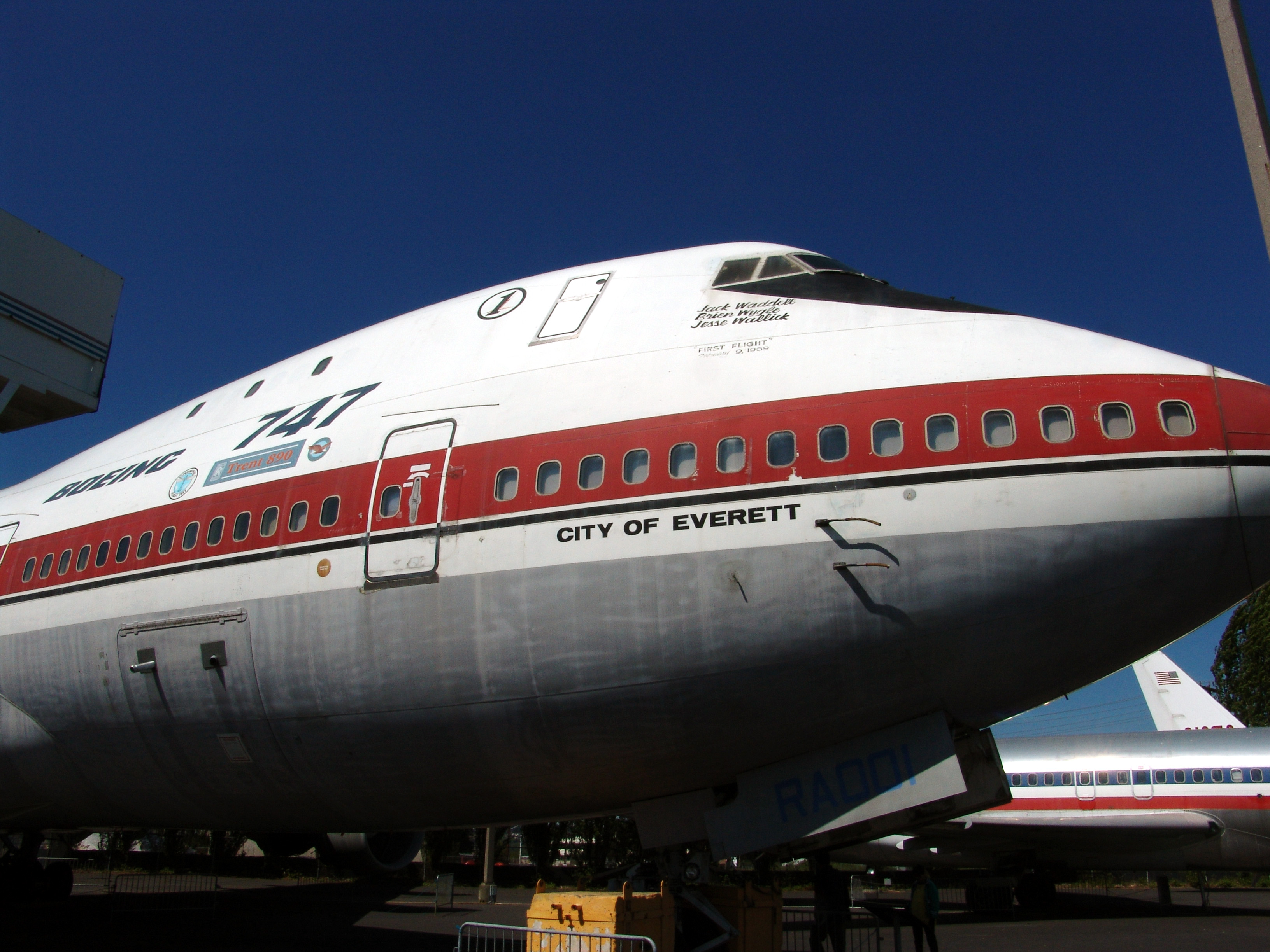
Die City of Everett im Museum

Das Museum zeigt eine Reihe von originalen Exponaten zur Geschichte der Luftfahrt.
Besondere Ausstellungsstücke sind die erste jemals gebaute Boeing 747, eine der in den 1950er Jahren als Air Force One verwendeten Boeing 707, eine der ersten Boeing 787-8, sowie eine Concorde der British Airways.

### Propellerflugzeuge (Auswahl)
- Beech Starship 1 Model 2000A (als Leihgabe in der Ausstellung Future of Flight am Flugplatz Paine Field)
- Boeing 80A-1
- Boeing 247D
- Caproni Ca.20
- Curtiss P-40N Warhawk
- Jakowlew Jak-9U
- Messerschmitt Bf 109 E-3

### Strahlflugzeuge (Auswahl)
- Boeing 727-022[8]
- Boeing 747-121[4]
- Boeing 787-8 Dreamliner
- Boeing WB-47E Stratojet
- Lockheed M-21 Blackbird
- Concorde[8]

### Segelflugzeuge (Auswahl)
- Cessna CG-2
- DG Flugzeugbau GmbH Perlan Glider
- Letov LF 107 Luňák